# Votomita cupuliformis
Votomita cupuliformis är en tvåhjärtbladig växtart som beskrevs av Thomas Morley och Frank Almeda. Votomita cupuliformis ingår i släktet Votomita och familjen Melastomataceae.
Artens utbredningsområde är Panamá. Inga underarter finns listade i Catalogue of Life.